# Brániska
Brániska este o arie protejată (arie specială de conservare — SAC, sit de importanță comunitară — SCI) din Republica Cehă întinsă pe o suprafață de 1,53 ha, integral pe uscat.

## Localizare
Centrul sitului Brániska este situat la coordonatele 49°28′52″N 16°59′55″E / 49.481111°N 16.998611°E.

## Înființare
Situl Brániska a fost declarat sit de importanță comunitară în mai 2016 pentru a proteja un număr necunoscut de specii din flora spontană și fauna sălbatică aflate în arealul zonei. Situl a fost protejat și ca arie specială de conservare în septembrie 2018.

## Biodiversitate
Situată în ecoregiunea continentală, aria protejată conține 1 habitat natural: Tufărișuri subcontinentale peripanonice.
La baza desemnării sitului se află un număr nedeclarat de specii protejate.